# Conopsis amphisticha
Espèce
Synonymes
- Toluca amphisticha Smith & Laufe, 1945

Statut de conservation UICN

 NT  : Quasi menacé
Conopsis amphisticha est une espèce de serpents de la famille des Colubridae.

## Répartition
Cette espèce est endémique des États d'Oaxaca et de Puebla dans le sud du Mexique. Elle est présente entre 1 700 et 3 080 m d'altitude.

## Description
Conopsis amphisticha présente un dos brun sur lequel figurent généralement deux séries de taches sur la partie antérieure du corps et un motif en forme de mosaïque sur le tiers postérieur. Son ventre est jaunâtre avec des taches noires. Cette espèce peut être confondue avec Conopsis biserialis, toutefois leurs aires de répartition ne se chevauchent pas.

## Publication originale
- Smith & Laufe, 1945 : Notes on a herpetological collection from Oaxaca. Herpetologica, vol. 3, n. 1, p. 1-13 (introduction).